# Chipoka Mulenga
Chipoka Mulenga (* 10. November 1981) ist ein sambischer Politiker der Vereinigten Partei für die nationale Entwicklung UPND (United Party for National Development), der seit 2021 Mitglied der Nationalversammlung (National Assembly of Zambia) sowie seit 2021 Minister für Handel, Gewerbe und Industrie im Kabinett von Staatspräsident Hakainde Hichilema ist.

## Leben
Chipoka Mulenga begann nach dem Schulbesuch ein Studium im Fach Geodäsie, das er mit einem Diplom abschloss. Ein Studium der Fächer Handelsbetriebslehre und Unternehmertum schloss er mit einem Bachelor of Commerce in Entrepreneurship (B.Comm. Entrepreneurship) ab. Er war als Geodät tätig.
Bei den Wahlen am 12. August 2021 wurde er für die Vereinigte Partei für die nationale Entwicklung UPND (United Party for National Development) im Wahlkreis Chingola erstmals zum Mitglied der Nationalversammlung (National Assembly of Zambia) gewählt. Im September 2021 wurde er als Minister für Handel, Gewerbe und Industrie (Minister of Commerce, Trade and Industry) in das Kabinett von Staatspräsident Hakainde Hichilema berufen. Als Minister ist er damit in der Regierung verantwortlich für die Verwaltung der nationalen Politik zur Entwicklung des Privatsektors und koordiniert Industrie-, Handels- und Handelsangelegenheiten und arbeitet mit verschiedenen Organisationen des öffentlichen und privaten Sektors zusammen, um die Umsetzung staatlicher Sektorpolitiken in Bezug auf Handel und Industrie zu erleichtern. Im Juli 2023 nahm er am African Business Summit teil.